# Aeropuerto Internacional de Cleveland-Hopkins
El Aeropuerto Internacional Cleveland Hopkins (del inglés: Cleveland Hopkins International Airport) (IATA: CLE, OACI: KCLE, FAA LID: CLE) es un aeropuerto público ubicado en Cleveland, Ohio, a 14 km (9 millas) al suroeste del centro de la ciudad y adyacente al Centro de investigación Glenn, uno de los diez principales centros de campo de la NASA. Es el aeropuerto principal que sirve a Gran Cleveland y el noreste de Ohio, el aeropuerto más grande y concurrido de Ohio, y el 43.er aeropuerto más concurrido de los Estados Unidos por número de pasajeros.
Cleveland Hopkins ofrece servicio de pasajeros sin escalas a 54 destinos con 174 salidas diarias promedio. Cleveland Hopkins es operado por el Departamento de Control de Puertos de Cleveland, que también incluye el Aeropuerto Burke Lakefront ubicado en el centro. En 2018, el Consejo Internacional de Aeropuertos clasificó a Cleveland Hopkins como el aeropuerto estadounidense más mejorado en la Encuesta de calidad del servicio aeroportuario de 2017.

## Instalaciones

### Terminal
Cleveland Hopkins consta de una terminal de pasajeros de dos niveles, que se completó en 1978 y se renovó en 2016. Hay cuatro salas, tres de las cuales están actualmente en uso.
- La Sala A alberga a Allegiant Air, Frontier Airlines, Spirit Airlines, chárteres y todas las llegadas internacionales. Delta Air Lines también lo usa para estacionamiento desbordado y chárteres deportivos. También alberga el servicio de aduanas y protección de fronteras del Servicio Federal de Inspección (FIS) del aeropuerto. Originalmente conocida como "Sala Norte", fue inaugurada en 1957 y reconstruida en 1978-79.
- La Sala B alberga a Delta Air Lines y Southwest Airlines. Fue construida en 1954 como el primer muelle de extensión al aeropuerto, y fue reconstruida y ampliada desde 1982 hasta enero de 1983.
- La Sala Calberga a Air Canada Express, American Airlines, JetBlue Airways y todos los servicios de  United Airlines, excepto las llegadas internacionales que se manejan en la Sala A. Originalmente conocida como "Sala SUr", se inauguró en 1969 y se renovó en 1992.
- La Sala D ha estado vacante desde 2014, cuando United cerró sus puertas y consolidó todas las operaciones en la Sala C.[4] Construida en 1999, es una terminal separada conectada a la Sala C por una pasarela subterránea. Aunque es capaz de manejar aviones más grandes como el Boeing 737,[5] manejó exclusivamente aviones regionales más pequeños durante su operación. La Sala D contiene 12 pasarelas de acceso a aeronaves y 24 posiciones de carga en rampa.[5]

### Pistas de aterrizaje
Cleveland Hopkins cubre un área de 695 ha (1,717 acres) y tiene tres pistas de aterrizaje:
- 6R/24L: 3,034 x 46 m (9,956 x 150 pies) concreto
- 6L/24R: 2,743 x 46 m (9,000 x 150) concreto
- 10/28: 1,834 x 46 m (6,018 x 150) asfalto/concreto

### Otras instalaciones
Cleveland Hopkins funciona como base de la tripulación y el mantenimiento de United Airlines. También alberga bases de tripulación y mantenimiento para ExpressJet, el último de los cuales presta servicios a la familia de aviones Embraer ERJ 145 volados en nombre de United Express.
El aeropuerto también alberga una de las cinco cocinas operadas por la compañía de catering de la aerolínea Chelsea Food Services, una subsidiaria de United Airlines.
Cleveland Airmall, una unidad de Fraport USA, administra las tiendas y restaurantes en el aeropuerto. Los inquilinos incluyen Johnston & Murphy, Great Lakes Brewing Company, Rock & Roll Hall of Fame Museum Store, Bar Symon y Sunglass Hut.
El aeropuerto tiene dos salones: un United Club en la Sala C y el Airspace Lounge cerca de la entrada a la Sala B en la terminal principal.

### Transporte terrestre
El aeropuerto está conectado al sistema de tránsito rápido de Cleveland con la estación de tránsito rápido de la línea roja debajo de la terminal. El aeropuerto cuenta con un servicio de taxi dedicado de 110 vehículos.
Las operaciones de alquiler de automóviles se encuentran en una instalación consolidada de alquiler de automóviles fuera de la propiedad del aeropuerto. Se brindan servicios de transporte entre el aeropuerto y las instalaciones.

## Aerolíneas y destinos

### Pasajeros
| Aerolíneas         | Destinos |
| ------------------ | --- |
| Aer Lingus         | Dublín |
| Air Canada         | Estacional: Toronto-Pearson |
| Air Canada Express | Estacional: Toronto–Pearson |
| Alaska Airlines    | Seattle/Tacoma |
| American Airlines  | Charlotte, Chicago–O'Hare, Dallas/Fort Worth, Miami Estacional: Filadelfia, Phoenix–Sky Harbor |
| American Eagle     | Chicago–O'Hare, Filadelfia, Nueva York-JFK, Nueva York–LaGuardia, Washington–National Estacional: Miami |
| Delta Air Lines    | Atlanta, Detroit, Mineápolis/St. Paul, Salt Lake City |
| Delta Connection   | Boston, Detroit, Nueva York–JFK, Nueva York–LaGuardia Estacional: Mineápolis/St. Paul |
| Frontier Airlines  | Atlanta, Austin, Boston, Cancún, Charlotte, Dallas/Fort Worth, Denver, Filadelfia, Fort Lauderdale, Fort Myers, Las Vegas, Miami, Myrtle Beach, Nashville, Nueva York–LaGuardia, Orlando, Phoenix–Sky Harbor, Punta Cana, Raleigh/Durham, Sarasota, San Juan, Tampa, West Palm Beach |
| JetBlue Airways    | Boston |
| Southwest Airlines | Baltimore, Chicago–Midway, Denver, Las Vegas, Nashville, Orlando, Phoenix–Sky Harbor, San Luis Estacional: Fort Myers, Sarasota, Tampa |
| Spirit Airlines    | Fort Lauderdale, Nashville, Orlando Estacional: Myrtle Beach |
| United Airlines    | Cancún, Chicago–O'Hare, Denver, Fort Lauderdale, Fort Myers, Houston–Intercontinental, Los Ángeles, Newark, Orlando, San Francisco, Tampa, Washington–Dulles |
| United Express     | Newark, Washington–Dulles Estacional: Chicago–O'Hare, Houston–Intercontinental |

### Carga

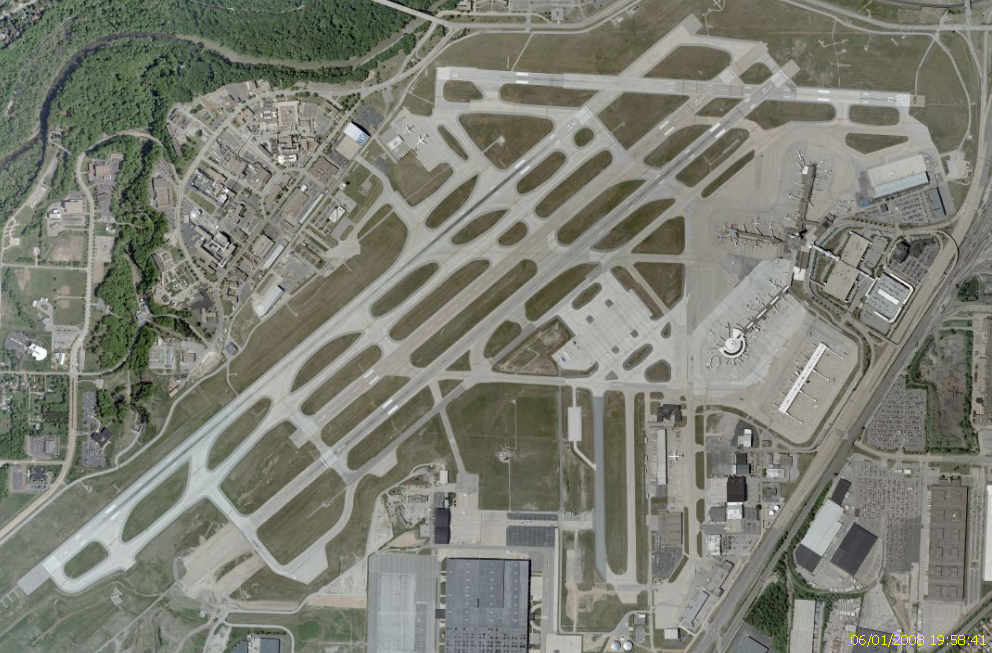
Vista satelital del aeropuerto.

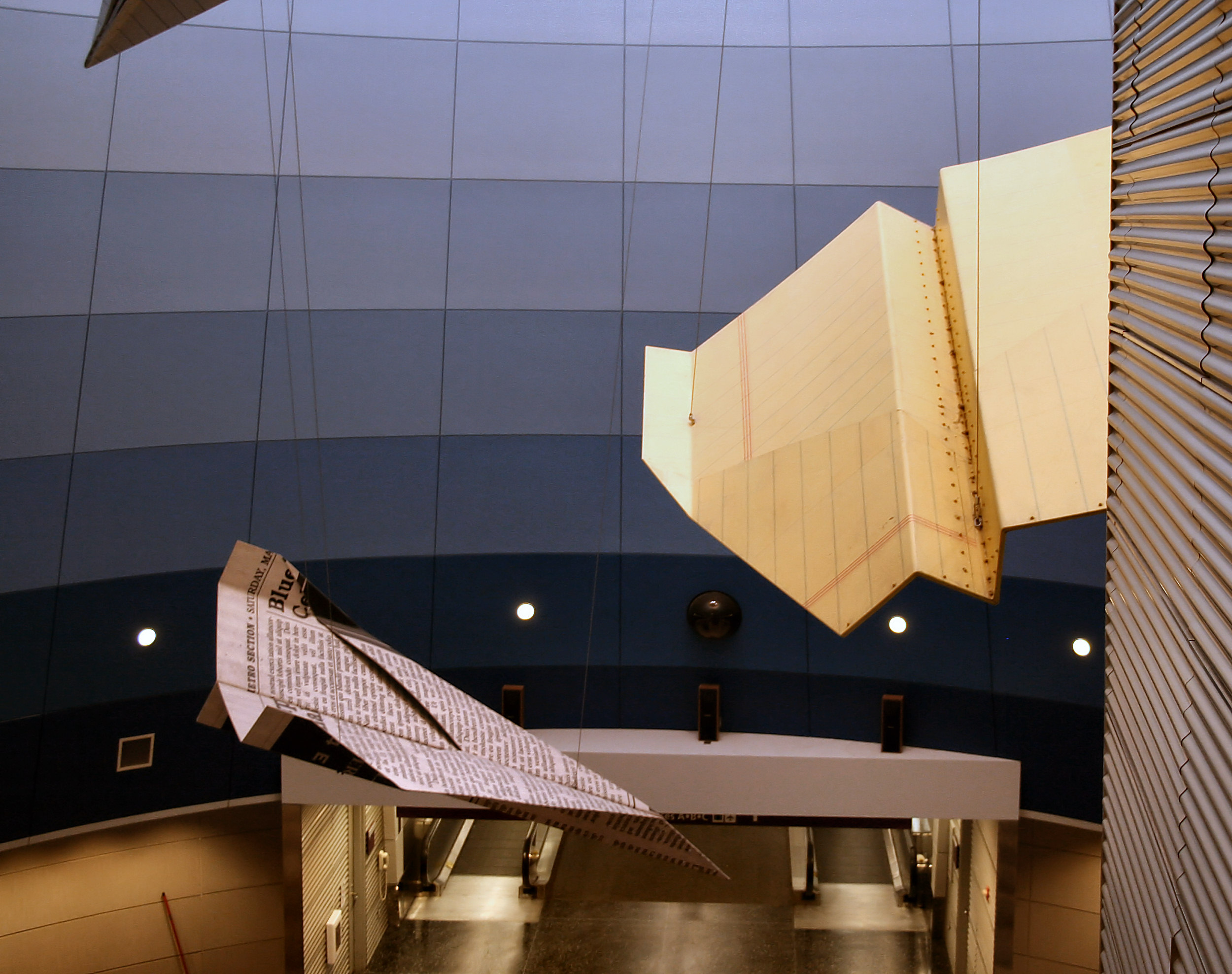
El aeropuerto Hopkins es conocido por sus fantásticas esculturas gigantes de aviones de "papel" ubicadas en la pasarela subterránea entre las Salas C y D (ahora cerrada al público)

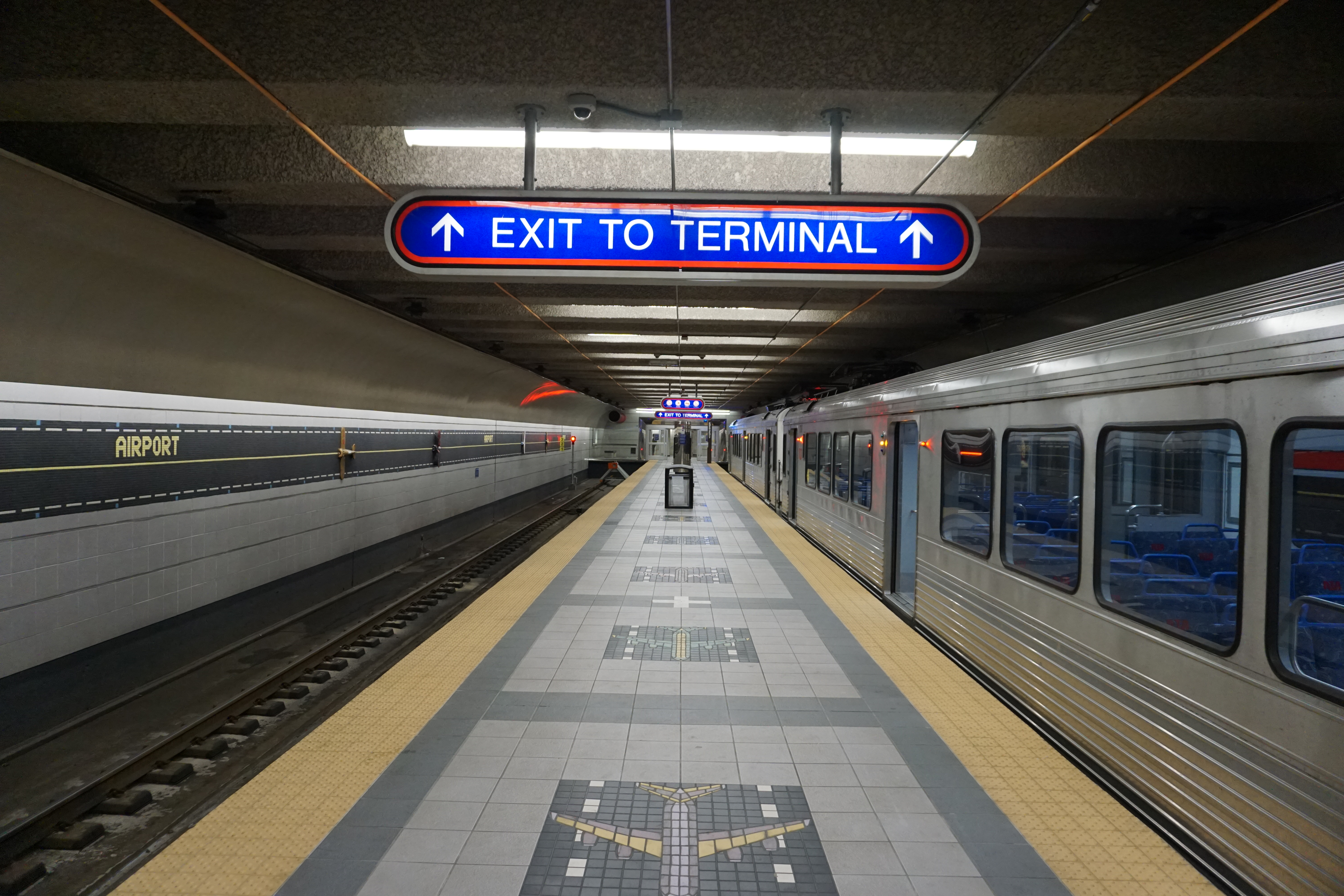
Estación del aeropuerto del Metro de Cleveland.

| Aerolíneas      | Destinos |
| --------------- | --- |
| Castle Aviation | Akron/Canton, Columbus–Rickenbacker, Hamilton (ON)                                                                               |
| FedEx Express   | Columbus–Rickenbacker, Indianápolis, Memphis                                                                                     |
| FedEx Feeder    | Erie |
| UPS Airlines    | Chicago/Rockford, Fargo, Greensboro, Louisville Estacional: Boston, Columbus–Rickenbacker, Filadelfia, Hartford, Ontario, Peoria |

### Destinos internacionales
Se ofrece servicio a 5 destinos internacionales (1 estacional), a cargo de 5 aerolíneas.
| Ciudades por países                                      | Nombre del aeropuerto                     | Aerolíneas                                                |
| Norteamérica                                             | Norteamérica                              | Norteamérica                                              |
| -------------------------------------------------------- | ----------------------------------------- | --------------------------------------------------------- |
| Canadá (1 destino [estacional], 2 aerolíneas)            |                                           |                                                           |
| Toronto                                                  | Aeropuerto Internacional Toronto Pearson  | Air Canada (Estacional) / Air Canada Express (Estacional) |
| México (1 destino, 2 aerolíneas)                         |                                           |                                                           |
| Cancún                                                   | Aeropuerto Internacional de Cancún        | Frontier Airlines / United Airlines                       |
| El Caribe                                                |                                           |                                                           |
| Puerto Rico (1 destino, 1 aerolínea)                     |                                           |                                                           |
| San Juan                                                 | Aeropuerto Internacional Luis Muñoz Marín | Frontier Airlines                                         |
| República Dominicana (1 destino, 1 aerolínea)            |                                           |                                                           |
| Punta Cana                                               | Aeropuerto Internacional de Punta Cana    | Frontier Airlines                                         |
| Europa                                                   |                                           |                                                           |
| Irlanda (1 destino, 1 aerolínea)                         |                                           |                                                           |
| Dublín                                                   | Aeropuerto de Dublín                      | Aer Lingus                                                |
| Total: 5 destinos (1 estacional), 5 países, 5 aerolíneas |                                           |                                                           |

## Estadísticas

### Rutas más transitadas
| Número | Ciudad                        | Pasajeros | Aerolínea                                                                                |
| ------ | ----------------------------- | --------- | ---------------------------------------------------------------------------------------- |
| 1      | Atlanta, Georgia              | 438,000   | Delta Air Lines, Southwest Airlines, Spirit Airlines                                     |
| 2      | Chicago, Illinois             | 370,000   | American Eagle, United Airlines, United Express                                          |
| 3      | Orlando, Florida              | 315,000   | Frontier Airlines, Southwest Airlines, Spirit Airlines, United Airlines, United Express  |
| 4      | Denver, Colorado              | 282,000   | Frontier Airlines, Southwest Airlines, United Airlines                                   |
| 5      | Charlotte, Carolina del Norte | 250,000   | American Airlines, American Eagle                                                        |
| 6      | Dallas, Texas                 | 241,000   | American Airlines, American Eagle, Spirit Airlines                                       |
| 7      | Newark, Nueva Jersey          | 194,000   | United Airlines, United Express                                                          |
| 8      | Nueva York, Nueva York        | 174,000   | American Eagle, Delta Connection, Frontier Airlines                                      |
| 9      | Fort Lauderdale, Florida      | 163,000   | Frontier Airlines, JetBlue Airways, Southwest Airlines, Spirit Airlines, United Airlines |
| 10     | Tampa, Florida                | 152,000   | Frontier Airlines, Southwest Airlines, Spirit Airlines                                   |

### Tráfico anual
| Año  | Pasajeros  | Año  | Pasajeros | Año  | Pasajeros  |
| ---- | ---------- | ---- | --------- | ---- | ---------- |
| 1999 | 13,020,285 | 2009 | 9,715,604 | 2019 | 10,040,817 |
| 2000 | 13,288,059 | 2010 | 9,492,455 | 2020 | 4,122,517  |
| 2001 | 11,864,411 | 2011 | 9,176,824 | 2021 | 7,283,896  |
| 2002 | 10,795,270 | 2012 | 9,004,983 | 2022 | 8,695,234  |
| 2003 | 10,555,387 | 2013 | 9,072,126 | 2023 | 9,868,868  |
| 2004 | 11,264,937 | 2014 | 7,609,404 | 2024 | 10,173,861 |
| 2005 | 11,463,391 | 2015 | 8,100,073 | 2025 |            |
| 2006 | 11,321,050 | 2016 | 8,422,676 | 2026 |            |
| 2007 | 11,459,390 | 2017 | 9,140,445 | 2027 |            |
| 2008 | 11,106,196 | 2018 | 9,642,729 | 2028 |            |

## Aeropuertos cercanos
Los aeropuertos más cercanos son:
- Aeropuerto Regional de Akron-Canton (65km)
- Aeropuerto Regional de Youngstown–Warren (100km)
- Aeropuerto de Windsor (132km)
- Aeropuerto de Detroit Wayne County (153km)
- Aeropuerto Internacional de Erie (157km)